# Luftfahrtunternehmen
Als Luftfahrtunternehmen bezeichnet man in der Regel Betreiber von Luftfahrzeugen.
Diese bezeichnet man als Fluggesellschaften, es können jedoch auch Luftfahrtunternehmen mit anderen Zielsetzungen sein, wie zum Beispiel Flugschulen, Rettungsdienste und Luftwerbung oder auch Code-Share-Anbieter, die Flugtickets auf eigene Rechnung verkaufen und Flüge mit anderen Fluggesellschaften gemeinsam durchführen. Beispiel: Atlantis European Airways.
Im Gegensatz hierzu werden Wartungs- und Herstellerfirmen als „Luftfahrtbetrieb“ bezeichnet.